# Gowdimachanayakana Halli, Heggadadevankote
Gowdimachanayakana Halli là một làng thuộc tehsil Heggadadevankote, huyện Mysore, bang Karnataka, Ấn Độ.